# إغناسيو سكوكو
اجانسيو مارتن سكوكو الملقب بـ «ناتشو» لاعب كرة قدم أرجنتيني ( ولد في 29 مايو 1985 في سانتا في الأرجنتين ) ، و هو إيطالي الأصل
و يملك جواز سفر أرجنتيني،
يلعب في مركز الجناح ويلعب حالياً مع نادي العين الإماراتي، ويستطيع سكوكو كذلك اللعب في مركز المهاجم و
صانع الألعاب، وهو يفضل ارتداء
الرقم 32 ، و يلعب بالرجل اليسرى .

## مشواره الكروي

### نيولز أولد بويز
بدأ اغناسيو سكوكو مشواره الكروي في نادي نيولز أولد بويز ، و كان يبلغ من العمر 17 عاماً، وتمكن من تسجيل 17 هدف
في 75 مباراة، وقد ولعب جنبا إلى جنب مع اللاعبين مثل فرناندو بيلوشي وأرييل أورتيغا في الفريق الفائز في بطولة عام 2004
، و خلال موسم 2006 سجل 9 أهداف في 18 مباراة، وكان قد مستوى جيد في بطولة الليبرتادورس عام 2006 حيث بلغ فريقه دور خروج المغلوب .
ثم وقع سكوكو على انتقاله لنادي الجامعة الوطنية المستقلة المكسيكي مقابل مبلغ مالي وقدر 3.5 مليون دولار .

### الجامعة الوطنية المستقلة
وفي عام 2006، انضم سكوكو لفريق الجامعة الوطنية المستقلة مقابل 3.5 مليون دولار . قدم الأول مباراة له ضد نادي تشياباس  ، وسجل هدفه الأول من ركلة حرة أثناء مثوله الثاني ضد فيراكروز . كما سجل سكوكو هدف بعد خداعه للحارس ضد فريق ولاية كويريتارو . وسجل سكوكو هدفه الأخير مع فريق أيضاً ضد فيراكروز ، واستاطعو الفوز 4–2 , سكوكو كان دعامة أساسية في فريقه، واستاع سكوكو من 74 مباراة تسجيل 28 هدف .
و استطاع مع فريق الجامعة الوطنية المستقلة من الوصول إلى ربع نهائي الليبتادورس .

### إيك أثينا
في تاريخ 18 يوليو 2008 وقع الأرجنتيني سكوكو عقداً مع إيك أثينا اليوناني مقابل 1.5 مليون يورو، في إحدى المقابلات الصحفية ذكر سكوكو أن هذه كانت فرصة كبيرة في مسيرته باللعب في أوروبا وأنه كان حلماً بالنسبة له. و يعد سكوكو هو رابع لاعب أرجتيني يمثل نادي العاصمة اليوانية إيك أثينا .
لقد جذب سكوكو أنظار عدت أندية إيطالية إليه منها نادي فيورنتينا و نادي جنوى و  نادي أودينيزي ، و ذلك لتألقه في الدوري اليوناني والدوري الأوروبي .
وقد سجبل سكوكو العديد من الأهداف الهامة لفريقه على العديد من الفرق مثل نادي أولمبياكوس و أتروميتوس و باناثينايكوس .

### العين
و في شهر يونيو من عام 2011 وقع الاعب الأرجنتيني اغناسيو سكوكو عقداً مع نادي العين الإماراتي بملغ 2.8 مليون يورو، وقد لعب أول مبرياته الرسمية مع فريقه الجديد في كأس اتصالات الإماراتي، يوم الجمعة الموافق 16 سبتمبر 2011 أمام نادي الوحدة و خسروا المباراة 2-1 ، و شهدت مباراته الرسمية الثانية أمام نادي دبي تسجيله أول أهدافه الرسمية مع نادي العين في الدقيقة الرابعة وانتهت المباراة بفوزهم 2-1 في البطولة نفسها .

## مشواره مع المنتخب الوطني

### منتخب الأرجنتين تحت 20 سنة
بدأ سكوكو مشواره الدولي في منتخب الأرجنتين للشباب عام 2004 ، و سجل معه 3 أهداف من 12 مباراة، وكانت أول مباراة لع مع المنتخب الكولومبي في 12 يوليو 2004 ، كما شارك المنتخب الأرجنتيني الشاب في كأس العالم للشباب عام 2005 ، و لعب مباراتين في البطولة أمام أوزباكستان ومالي، وشارك جنباً إلى جنب مع كل من ليونيل ميسي ، و سيرخيو أغويورو .

### منتخب الأرجنتين الأول
في 15 أبريل 2005 ، قام خوسيه بيكرمان مدرب المنتخب الأرجنتيني آنذاك باستدعاء سكوكو لتشكيلة التانغو لمباراة تشيلي، ولكن في 3 يونيو 2005 أصيب سكوكو في الركبة فتم سحب اسمه من صفوف المنتخب .
بعد إعجاب مدرب الأرجنتين الفيو باسيلي، دعا سكوكو لمباراة ودية غير رسمية أمام غواتيمالا يوم 6 فبراير 2008، سكوكو لعب 20 دقيقة في المباراة، وكان بديلاً للافيتزي ايزيكويل. كما أدرج سكوكو في قائمة المنتخب ضد فنزويلا يوم 20 أغسطس 2008 .
طتسنينينينيى ي

## حياته الشخصية
اغناسيو سكوكو متزوج من امرأة أرجنتينية تدعى بوكيتينو ميليسا، ويملك أبنه صغيرة تسمى إيفا، كما يمتلك سكوكو العديد من الأصدقاء منهم لاعب كرة القدم بيلوشي فرناندو .

## انجازاته

### الأندية

#### نيولز أولد بويز
- الدوري الأرجنتيني الدرجة الأولى 2004

#### إيك أثينا
- كأس اليونان 2010/2011

### المنتخب
..

## روابط خارجية
- اغناسيو مارتن سكوكو على موقع قاعدة بيانات كرة القدم.إي يو (الإنجليزية)
- اغناسيو مارتن سكوكو على موقع ناشيونال فوتبول تيمز (الإنجليزية)
- اغناسيو مارتن سكوكو على موقع Soccerbase.com (لاعب) (الإنجليزية)
- اغناسيو مارتن سكوكو على موقع Soccerway.com (الإنجليزية)
- اغناسيو مارتن سكوكو على موقع عالم كرة القدم.نت (الإنجليزية)
- اغناسيو مارتن سكوكو على موقع AS.com (الإسبانية)